# IC 4992
IC 4992 је спирална галаксија у сазвјежђу Паун која се налази на листи објеката дубоког неба у Индекс каталогу.
Деклинација објекта је - 71° 33' 55" а ректасцензија 20h 23m 27,0s. Привидна величина (магнитуда) објекта IC 4992 износи 13,8 а фотографска магнитуда 14,5. Налази се на удаљености од 45,260 милиона парсека од Сунца. IC 4992 је још познат и под ознакама ESO 73-42, FGCE 1459, IRAS 20180-7143, PGC 64597.